# Elecciones municipales de Guayaquil de 1955
Las Elecciones municipales de Guayaquil de 1955, resultaron en la reelección del reconocido arqueólogo y nieto del expresidente Emilio Estrada Carmona, Emilio Estrada Icaza, el alcalde en funciones por el velasquismo, venciendo estrechamente al exalcalde Carlos Guevara Moreno del CFP.  
Las elecciones de 1953 fueron postergadas por decisión del Congreso Nacional siguiendo las directrices del presidente José María Velasco Ibarra, para evitar un nuevo triunfo del CFP luego de la destitución en 1952 de todos los concejales del partido, incluido el alcalde Guevara Moreno por rebelión contra el gobierno, permitiendo que el velasquismo se afianze en la ciudad, facilitando el triunfo de Estrada. 
Fuentes: